# Micpe Ramon
Micpe Ramon (hebrejsky מִצְפֵּה רָמוֹן, doslova „Vyhlídka na Ramon“, v oficiálním přepisu do angličtiny Mizpe Ramon, přepisováno též Mitzpe Ramon) je místní rada (malé město) v Izraeli v Jižním distriktu.

## Geografie

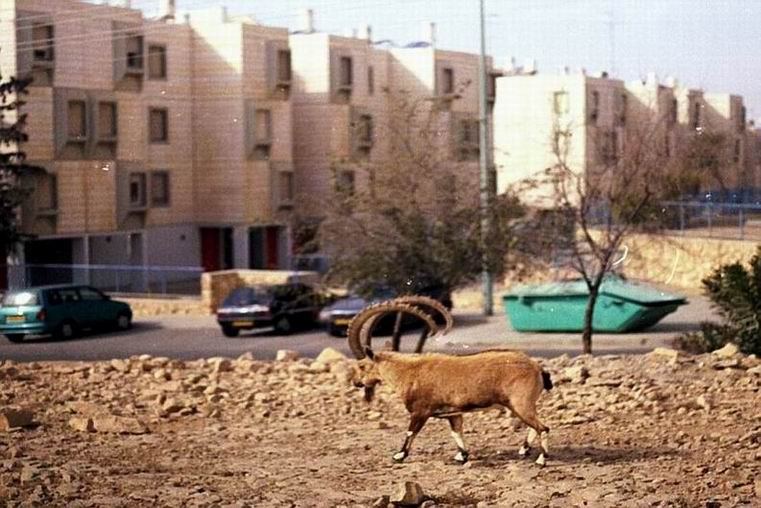
Zástavba a fauna v Micpe Ramon

Leží nadmořské výšce 839 metrů, 70 kilometrů jižně od Beerševy v hornaté krajině v jižní části Negevské pouště. Nachází se na severním hřebenu velkého geologického kráterovitého útvaru, známého jako machteš Ramon. Tento machteš je 40 kilometrů dlouhý, 2 až 10 kilometry široký a tvarem připomíná protáhlé srdce. Město leží na jeho okraji a jihovýchodně od obce se terén prudce propadá o víc než 200 metrů.
Jde o zcela aridní oblast. V Micpe Ramon jsou teplá a suchá léta a chladné zimy. Sníh zde padá v průměru jednou za několik let.
Micpe Ramon obývají Židé. Osídlení v zdejší krajině je ale velmi řídké. Město je na dopravní síť napojeno pomocí dálnice číslo 40, která spojuje Beerševu a Ejlat.

## Dějiny
Micpe Ramon byl původně založen v roce 1951 (podle jiného zdroje roku 1954 nebo roku 1956). Rozdílné udávání data založení odráží pozvolný vývoj obce. Ta byla roku 1951 zřízena jen coby tábor pro dělníky pracující na silnici do Ejlatu. Teprve později (rok 1954 či 1956) se změnila v trvalé civilní sídlo. První trvalí obyvatelé byli židovští imigranti ze severní Afriky a Rumunska, kteří se tu usadili v 60. letech. Micpe Ramon se tak stalo nejjižnějším negevským rozvojovým městem (plánovitě budovanou osadou pro přistěhovalce). V roce 1964 získala obec status místní rady (malého města).
Zůstává malým sídlem a zdejší míra nezaměstnanosti patří mezi nejvyšší v Izraeli. Původně po založení města byla výhoda v napojení na dálnici číslo 40 vedoucí do Ejlatu. Předpokládalo se, že služby související s touto dopravní trasou budou významnou složkou místní ekonomiky. Na rozvoj Micpe Ramon ale mělo negativní vliv otevření dálnice číslo 90 v roce 1964 podél vádí al-Araba. Po otevření této tepny došlo téměř k úplnému odklonu dopravy. Situace se však od poloviny 90. let zlepšuje, a to především díky rostoucímu zájmu o ekoturistiku, jeeptrekking, turistiku a modernizaci dálnice číslo 40, která je považována za více turisticky atraktivní a scénickou cestu do Ejlatu.
Lokální ekonomiku také podporuje několik blízkých vojenských základen a lomy na křídu. Město v současnosti obklopuje několik velkých vojenských základen (s více než 10 tisíci vojáky), včetně vojenského letiště Ramon. Pět kilometrů na východ od města se nachází Wiseova astronomická observatoř.
Koncem 90. let byl v Micpe Ramon otevřen hotel s krytým plaveckým bazénem. Nachází se zde také návštěvnické centrum s výhledem na machteš Ramon. Pro fyzické zdatné jedince je také k dispozice túra po kráteru, která je čtyři až pětihodinovým pochodem bez jakéhokoliv stínu. Dalšími atrakcemi jsou farmy s lamami a alpakami.

## Demografie
Podle údajů z roku 2014 tvořili naprostou většinu obyvatel Židé – cca 4 400 osob (včetně statistické kategorie "ostatní", která zahrnuje nearabské obyvatele židovského původu ale bez formální příslušnosti k židovskému náboženství, cca 4 800 osob).
Jde o menší sídlo městského typu s trvalým mírným populačním růstem. K 31. prosinci 2014 zde žilo podle Centrálního statistického úřadu (CBS) 5007 lidí. Během roku 2014 populace stoupla o 0,2 %.
| Rok            | 1961 | 1972  | 1983  | 1995  |
| -------------- | ---- | ----- | ----- | ----- |
| Počet obyvatel | 331  | 1 382 | 2 865 | 4 495 |

| Rok            | 2001  | 2003  | 2004  | 2005  | 2006  | 2007  | 2008  | 2009  | 2010  | 2011  | 2012  | 2013  | 2014  |
| -------------- | ----- | ----- | ----- | ----- | ----- | ----- | ----- | ----- | ----- | ----- | ----- | ----- | ----- |
| Počet obyvatel | 4 930 | 4 850 | 4 631 | 4 512 | 4 347 | 4 423 | 4 500 | 4 741 | 4 789 | 4 917 | 5 063 | 4 999 | 5 007 |